# Peñuelas
Peñuelas – miasto w Portoryko, w gminie Peñuelas.